# Lista de jogos mais vendidos para PlayStation 3

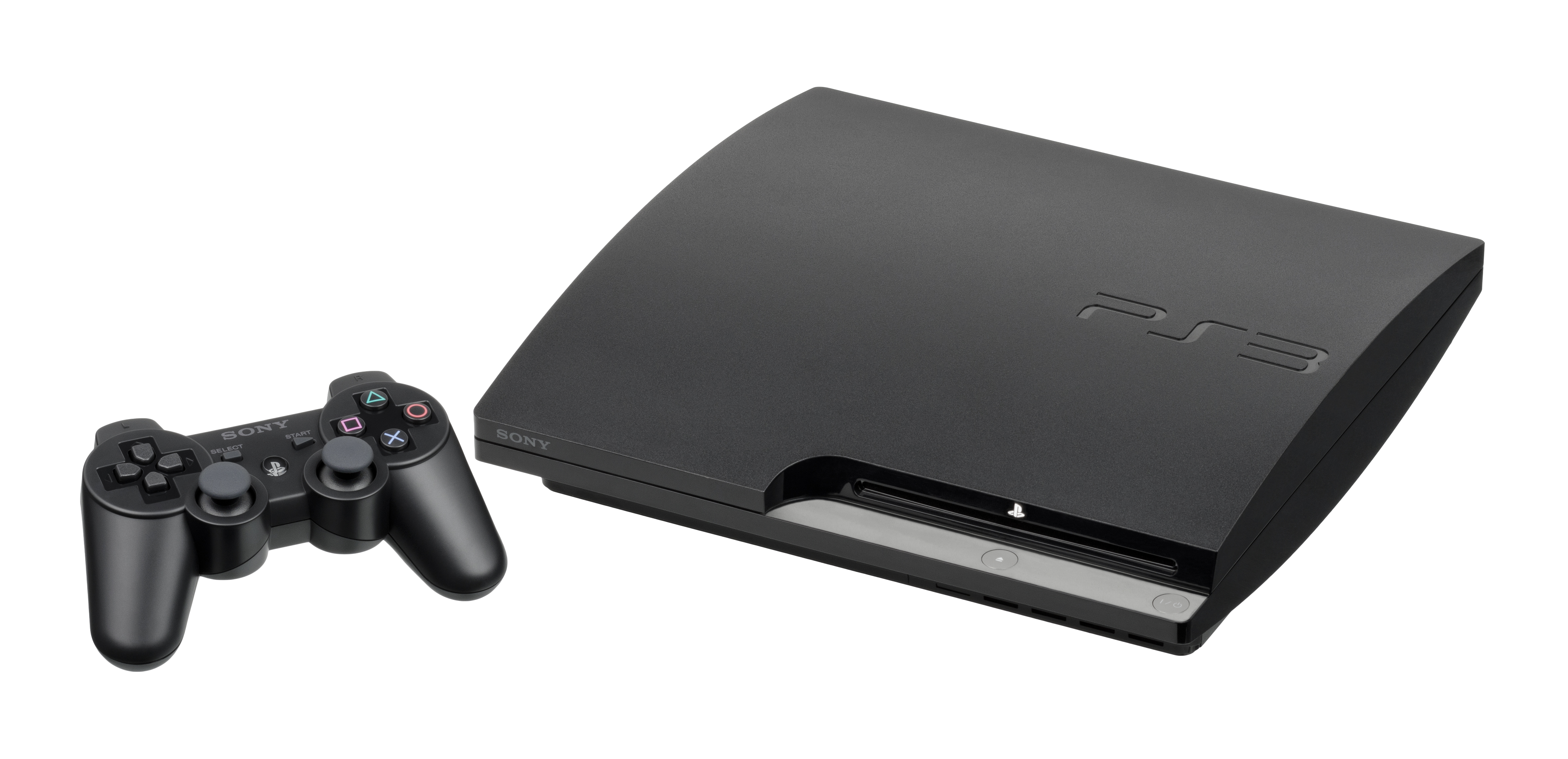
O PlayStation 3 Slim juntamente com o seu controle, o DualShock 3

Esta é uma lista dos jogos eletrônicos para o console PlayStation 3 que venderam mais de um milhão de cópias pelo mundo, organizada por ordem de cópias vendidas.
Total de cópias de jogos vendidas para PlayStation 3 até 31 de março de 2012: 595 milhões.

## Lista
| Pos. | Título                                       | Cópias vendidas |
| ---- | -------------------------------------------- | --- |
| 1    | Grand Theft Auto V                           | 28 milhões |
| 2    | Gran Turismo 5                               | 11,94 milhões |
| 3    | The Last of Us                               | 7 milhões |
| 4    | Uncharted 3: Drake's Deception               | 6,6 milhões |
| 5    | Uncharted 2: Among Thieves                   | 6,5 milhões |
| 6    | Metal Gear Solid 4: Guns of the Patriots     | 6 milhões |
| 7    | Batman: Arkham City                          | 5,49 milhões |
| 8    | Gran Turismo 5 Prologue                      | 5,35 milhões |
| 9    | God of War III                               | 5,2 milhões; 2.818.033 na América do Norte e Latina, 1.961.733 em regiões PAL, 417.866 no Japão e em territórios asiáticos             |
| 10   | Gran Turismo 6                               | 5,06 milhões |
| 11   | Call of Duty: Modern Warfare 2               | 4,8 milhões (aproximadamente); 3,531 milhões nos EUA, 244.578 no Japão, e 1 milhão no Reino Unido                                      |
| 12   | Uncharted: Drake's Fortune                   | 4,8 milhões |
| 13   | MotorStorm                                   | 3,31 milhões |
| 14   | Call of Duty: Black Ops                      | 3,269 milhões (aproximadamente); 3,094 milhões nos EUA, 175.813 no Japão                                                               |
| 15   | Grand Theft Auto IV                          | 3,14 milhões (aproximadamente); 1,89 milhões nos EUA, 1 milhão no Reino Unido, 211.240 e 37.306 no Japão                               |
| 16   | Heavy Rain                                   | 3,03 milhões |
| 17   | LittleBigPlanet                              | 3 milhões |
| 18   | Final Fantasy XIII                           | 2,97 milhões (aproximadamente); 1,904 milhão no Japão, 140.000 em territórios asiáticos, 828.200 nos EUA, 100.000 no Reino Unido       |
| 19   | Beyond: Two Souls                            | 2,8 milhões |
| 20   | Resistance: Fall of Man                      | 2,5 milhões |
| 21   | God of War Collection                        | 2,42 milhões; 1.748.663 na América do Norte e Latina, 514.253 em regiões PAL, 155.600 no Japão e em territórios asiáticos              |
| 22   | Resident Evil HD Remaster                    | 2,3 milhões |
| 23   | Devil May Cry 4                              | 2 milhões |
| 24   | Killzone 2                                   | 2 milhões |
| 25   | inFamous                                     | ~ 2 milhões |
| 26   | Call of Duty 4: Modern Warfare               | 1,977 milhão (aproximadamente); 1,106 milhão nos EUA, 149.028 no Japão, 600.000 no Reino Unido                                         |
| 27   | Call of Duty: World at War                   | 1,83 milhão (aproximadamente); 1,238 milhão nos EUA, 600.000 no Reino Unido                                                            |
| 28   | Demon's Souls                                | 1,7 milhão |
| 29   | Resident Evil 5                              | 1.62 milhão (aproximadamente); 585.000 nos EUA, 520.564 e 258.961 pelo Gold Edition no Japão, 200.000 no Reino Unido, 62.040 na França |
| 30   | Heavenly Sword                               | 1,5 milhão |
| 31   | Minecraft: PlayStation 3 Edition             | 1,5 milhão |
| 32   | Red Dead Redemption                          | 1,35 milhão (aproximadamente); 947.400 nos EUA, 300.000 no Reino Unido, 109.340 no Japão                                               |
| 33   | Ratchet & Clank Future: Tools of Destruction | 1,25 milhão |
| 34   | Ni no Kuni: Wrath of the White Witch         | 1,1 milhão |
| 35   | MotorStorm: Pacific Rift                     | 1 milhão |